# مورسالیمکینو
مورسالیمکینو (انگلیسی: Mursalimkino) یک شهرک در شهرستان سالاواتسکی استان باشقیرستان کشور روسیه است.